# Comuna de Niemodlin
Niemodlin (polaco: Gmina Niemodlin) é uma gminy (comuna) na Polónia, na voivodia de Opole e no condado de Opolski. A sede do condado é a cidade de Niemodlin.
De acordo com os censos de 2007, a comuna tem 13 831 habitantes, com uma densidade 75,5 hab/km².

## Área
Estende-se por uma área de 183,22 km², incluindo:
- área agricola: 62%
- área florestal: 28%

## Demografia
Dados de 30 de Junho 2004:
|                      | Total   | Total | Mulheres | Mulheres | Homens  | Homens |
| -------------------- | ------- | ----- | -------- | -------- | ------- | ------ |
|                      | pessoas | %     | pessoas  | %        | pessoas | %      |
| População            | 13 908  | 100   | 7038     | 50,6     | 6870    | 49,4   |
| Densidade (pop./km²) | 75,9    | 100   | 38,4     | 38,4     | 37,5    | 37,5   |

De acordo com dados de 2002, o rendimento médio per capita ascendia a 1206,69 zł.

## Comunas vizinhas
- Dąbrowa, Grodków, Lewin Brzeski, Łambinowice, Olszanka, Skoroszyce, Tułowice